# Wolf God
 (septembre 2023).
Si vous disposez d'ouvrages ou d'articles de référence ou si vous connaissez des sites web de qualité traitant du thème abordé ici, merci de compléter l'article en donnant les références utiles à sa vérifiabilité et en les liant à la section « Notes et références ».
Albums de Grand Magus
Sword Songs
(2016)
Wolf God est le neuvième album studio du groupe suédois de heavy metal Grand Magus publié le 19 avril 2019 sur le label Nuclear Blast.

## Liste des chansons
Toutes les chansons sont écrites et composées par Grand Magus.
| No  | Titre                       | Durée |
| --- | --------------------------- | ----- |
| 1.  | Gold and Glory              | 2:18  |
| 2.  | Wolf God                    | 3:49  |
| 3.  | A Hall Clad in Gold         | 5:02  |
| 4.  | Brother of the Storm        | 3:16  |
| 5.  | Dawn of Fire                | 5:12  |
| 6.  | Spear Thrower               | 2:55  |
| 7.  | To Live and Die in Solitude | 3:41  |
| 8.  | Glory to the Grave          | 5:15  |
| 9.  | He Sent Them All to Hell    | 3:37  |
| 10. | Untamed                     | 3:46  |